# Muriel Becker
Muriel Gustavo Becker (Novo Hamburgo, 14 de febrero de 1987), más conocido como Muriel, es un futbolista brasileño que juega como guardameta en el Náutico.

## Trayectoria
El arquero surgido de las inferiores del Inter, fue cedido a préstamo al Caxias en 2009, donde disputó el Campeonato Gaucho de 2009 y la Série B del fútbol brasileño. Después en el mismo año fue cedido también a la Portuguesa, donde disputó la segunda división del fútbol brasileño.
En 2010 el portero volvió al Internacional, siendo el tercer arquero del equipo en ese año. En el 16 de mayo de 2011 jugó como titular ante el Coritiba logrando uno de sus mejores partidos. De ahí en adelante fue el arquero titular del equipo colorado. El 24 de mayo de 2012 renovó su contrato con el equipo gaucho hasta el 2016.
Es el hermano mayor de Alisson Becker, portero del Liverpool.

## Clubes
| Club                 | País     | Año       |
| -------------------- | -------- | --------- |
| S. C. Internacional  | Brasil   | 2007-2017 |
| Caxias (cedido)      | Brasil   | 2009      |
| Portuguesa (cedido)  | Brasil   | 2009      |
| E. C. Bahia (cedido) | Brasil   | 2016      |
| C. F. Os Belenenses  | Portugal | 2017-2018 |
| Belenenses SAD       | Portugal | 2018-2019 |
| Fluminense F. C.     | Brasil   | 2019-2022 |
| AEL Limassol         | Chipre   | 2022-2023 |
| E. C. Vitória        | Brasil   | 2024      |
| Náutico              | Brasil   | 2025-     |

## Palmarés

### Títulos estatales
| Título             | Equipo              | Estado             | Año  |
| ------------------ | ------------------- | ------------------ | ---- |
| Campeonato Gaúcho  | S. C. Internacional | Río Grande del Sur | 2008 |
| Campeonato Gaúcho  | S. C. Internacional | Río Grande del Sur | 2011 |
| Campeonato Gaúcho  | S. C. Internacional | Río Grande del Sur | 2012 |
| Campeonato Gaúcho  | S. C. Internacional | Río Grande del Sur | 2013 |
| Campeonato Gaúcho  | S. C. Internacional | Río Grande del Sur | 2014 |
| Campeonato Gaúcho  | S. C. Internacional | Río Grande del Sur | 2015 |
| Campeonato Gaúcho  | S. C. Internacional | Río Grande del Sur | 2016 |
| Recopa Gaúcha      | S. C. Internacional | Río Grande del Sur | 2016 |
| Taça Rio           | Fluminense F. C.    | Río de Janeiro     | 2020 |
| Taça Guanabara     | Fluminense F. C.    | Río de Janeiro     | 2022 |
| Campeonato Carioca | Fluminense F. C.    | Río de Janeiro     | 2022 |
| Campeonato Baiano  | E. C. Bahia         | Bahía              | 2024 |

### Títulos internacionales
| Título              | Equipo              | Sede         | Año  |
| ------------------- | ------------------- | ------------ | ---- |
| Sudamericano Sub-20 | Brasil Sub-20       | Paraguay     | 2007 |
| Copa Libertadores   | S. C. Internacional | Porto Alegre | 2010 |
| Recopa Sudamericana | S. C. Internacional | Porto Alegre | 2011 |